# San Rafael Pie de La Cuesta

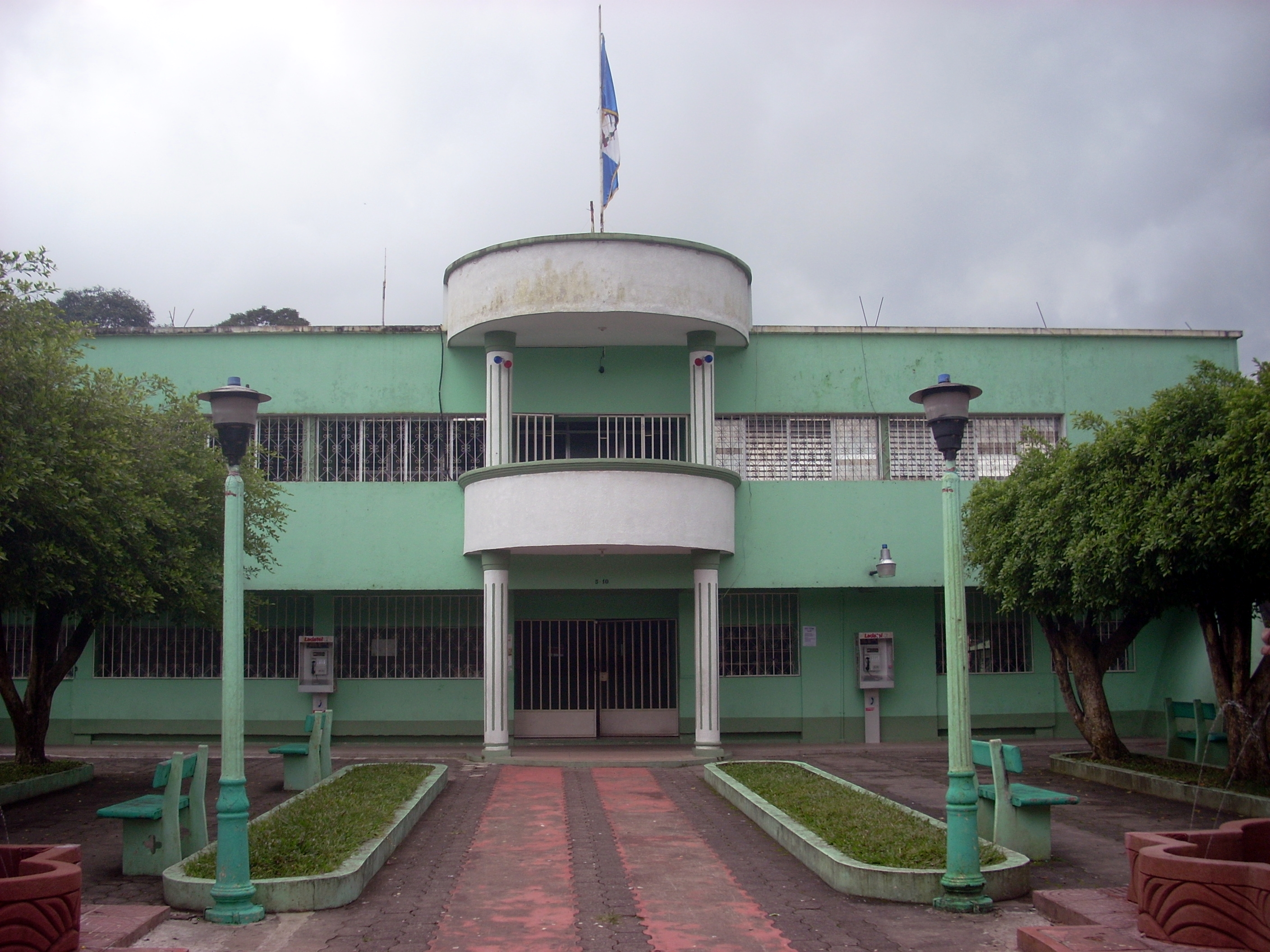
Prédio administrativo de San Rafael Pie de la Cuesta

San Rafael Pie de La Cuesta é uma cidade da Guatemala do departamento de San Marcos.